# Silvia Franco
Silvia Franco González (Carracedelo, 29 de marzo de 1969) es una política y funcionaria española.

## Biografía
Nacida en el municipio leonés de Carracedelo el 29 de marzo de 1969, es licenciada en Derecho y ejerce como funcionaria del cuerpo superior de Castilla y León. Desde marzo de 2008 es coordinadora de servicios de la Junta de Castilla y León en la comarca de El Bierzo. En las elecciones generales de 2011 fue elegida senadora del Partido Popular por León y se mantuvo en el cargo hasta octubre de 2015.